# Słupia (gemeente in powiat Jędrzejowski)

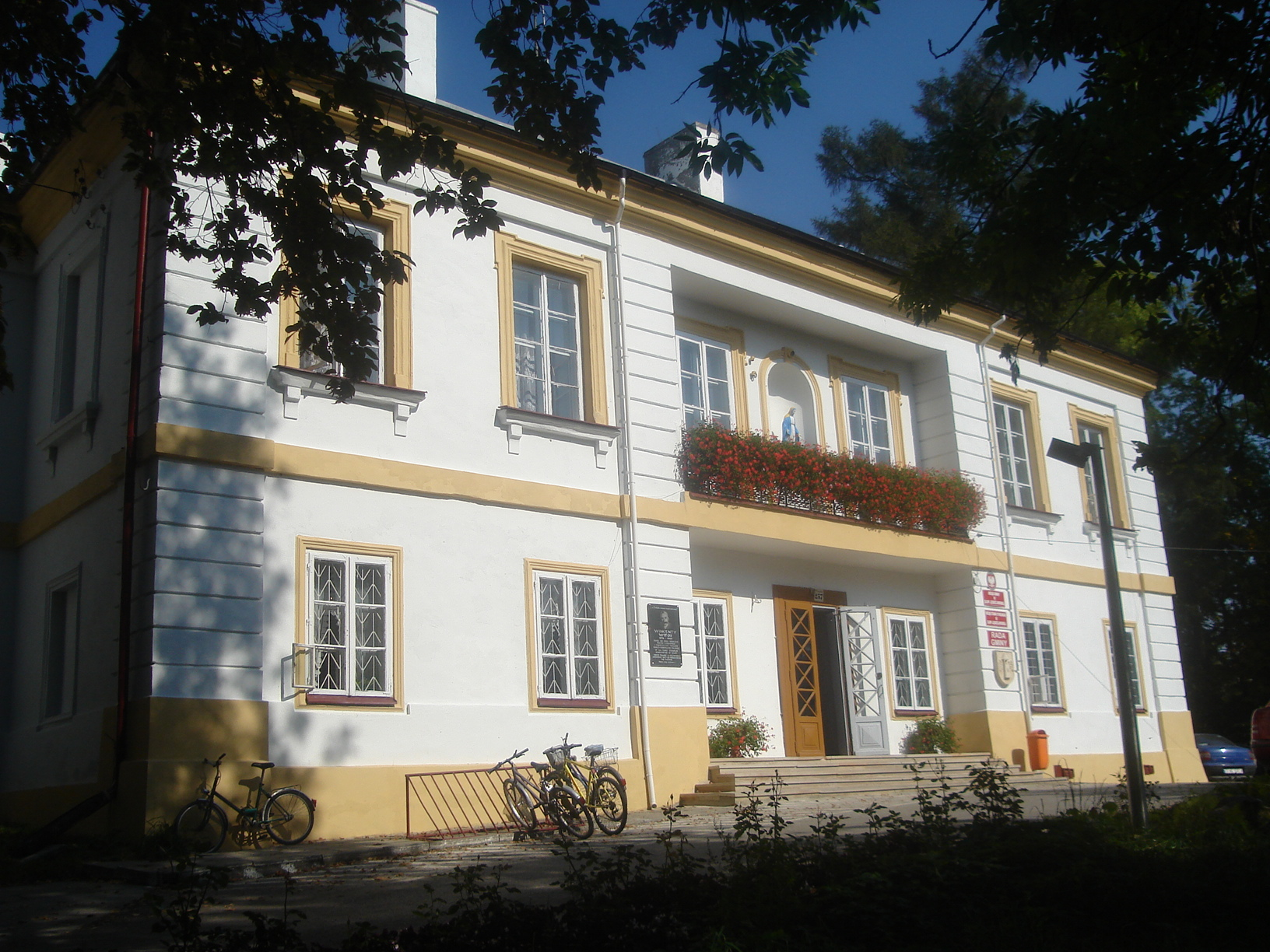
Landhuis in Słupia

De gemeente Słupia is een landgemeente in het Poolse woiwodschap Święty Krzyż, in powiat Jędrzejowski.
De zetel van de gemeente is in Słupia.
Op 30 juni 2004 telde de gemeente 4633 inwoners.

## Oppervlakte gegevens
In 2002 bedroeg de totale oppervlakte van gemeente Słupia 107,88 km², waarvan:
- agrarisch gebied: 81%
- bossen: 13%

De gemeente beslaat 8,58% van de totale oppervlakte van de powiat.

## Demografie
Stand op 30 juni 2004:
| Omschrijving                   | Totaal | Totaal | Vrouwen | Vrouwen | Mannen | Mannen |
| ------------------------------ | ------ | ------ | ------- | ------- | ------ | ------ |
| eenheid                        | aantal | %      | aantal  | %       | aantal | %      |
| inwoners                       | 4633   | 100    | 2305    | 49,8    | 2328   | 50,2   |
| bevolkingsdichtheid (inw./km²) | 42,9   | 42,9   | 21,4    | 21,4    | 21,6   | 21,6   |

In 2002 bedroeg het gemiddelde inkomen per inwoner 1163,52 zł.

## Aangrenzende gemeenten
Moskorzew, Nagłowice, Sędziszów, Szczekociny, Żarnowiec